# Magnus Swartling
Magnus Johan "Mange" Swartling (ur. 19 lutego 1970 w Uppsali) – praworęczny szwedzki curler, trzykrotny olimpijczyk. W curling rozpoczął grać w 1981. Od 1988 grał w drużynie Pei Lindholma, początkowo jako trzeci (wicekapitan), od 1993 do 2006 na pozycji drugiego. Po rozpadzie drużyny jako jedyny pozostał przy kapitanie lecz jako rezerwowy. Mieszka w Östersund, z zawodu jest informatykiem i pracuje w firmie Lindholma.

## Drużyna
|           | Czwarty       | Trzeci           | Drugi            | Otwierający       |
| --------- | ------------- | ---------------- | ---------------- | ----------------- |
| 1992/2006 | Peja Lindholm | Tomas Nordin     | Magnus Swartling | Peter Narup       |
| 1989/1990 | Peja Lindholm | Magnus Swartling | Magnus Burman    | Peter Narup       |
| 1988/1989 | Peja Lindholm | Magnus Swartling | Owe Ljungdahl    | Peter Narup       |
| 1987/1988 | Peja Lindholm | Magnus Swartling | Johan Hansson    | Niklas Kallerbäck |

## Osiągnięcia
| Rok  | Zawody                      | Miejsce |
| ---- | --------------------------- | ------- |
| 1988 | Mistrzostwa Świata Juniorów | 2       |
| 1989 | Mistrzostwa Świata Juniorów | 1       |
| 1990 | Mistrzostwa Świata Juniorów | 3       |
| 1993 | Mistrzostwa Świata          | 6       |
| 1993 | Mistrzostwa Europy          | 5       |
| 1995 | Mistrzostwa Świata          | 7       |
| 1997 | Mistrzostwa Świata          | 1       |
| 1997 | Mistrzostwa Europy          | 4       |
| 1998 | Igrzyska Olimpijskie        | 6       |
| 1998 | Mistrzostwa Świata          | 2       |
| 1998 | Mistrzostwa Europy          | 1       |
| 1999 | Mistrzostwa Europy          | 6       |
| 2000 | Mistrzostwa Świata          | 2       |
| 2000 | Mistrzostwa Europy          | 3       |
| 2001 | Mistrzostwa Świata          | 1       |
| 2001 | Mistrzostwa Europy          | 1       |
| 2002 | Igrzyska Olimpijskie        | 4       |
| 2002 | Mistrzostwa Europy          | 2       |
| 2003 | Mistrzostwa Europy          | 2       |
| 2004 | Mistrzostwa Świata          | 1       |
| 2004 | Mistrzostwa Europy          | 2       |
| 2005 | Mistrzostwa Europy          | 2       |
| 2006 | Igrzyska Olimpijskie        | 8       |
| 2007 | Mistrzostwa Świata          | 5       |